# Родригес Моралес, Хуан Хосе
Хуан Хосе Родригес Моралес (исп. Juan José Rodríguez Morales; род. 23 июня 1967, Гресия) — коста-риканский футболист, полузащитник.

## Клубная карьера
В течение 14 лет выступал за ряд коста-риканских команд. Родригес никогда не попадал в число местных грандов - наибольшего достижения он добился в 1998 году в "Картахинесе", завоевав бронзовые медали. Однако несмотря на это в 2002 году он попал в сборную Коста-Рики. На тот момент Родригесу было почти 35 лет. Многие связывали вызов защитника в национальную команду с родственными связями с главным тренером Алешандре Гимарайнсом, однако сам футболист опровергал эти суждения.
Родригес провел четыре товарищеских матча за сборную и попал в ее заявку Чемпионате мира 2002 года. Однако на мундиале он не играл.
После завершения карьеры защитник перешел на работу в департамент спорта кантона Сан-Карлос. Воспитывает троих детей.

## Достижения
- Бронзовый призер чемпионата Коста-Рики (1): 1997/98.